# Gennaeosinum
Gennaeosinum is een geslacht van weekdieren uit de klasse van de Gastropoda (slakken).

## Soorten
- Gennaeosinum intercisum Iredale, 1931
- Gennaeosinum peleum Iredale, 1929
- Gennaeosinum perobliquum (Dautzenberg & Fischer, 1907)